# Dudipatsar
El lago Dudipatsar (en urdu: دودی پت سر جھیل), también conocido como lago Dudipat, es un lago rodeado por picos cubiertos de nieve en el Parque nacional de Lulusar-Dudipatsar. El lago se encuentra en el extremo norte del valle de Kaghan, en el distrito de Mansehra, provincia de Khyber Pakhtunkhwa, en el norte de Pakistán.

## Etimología
La palabra "dudi" (دودی) significa blanco, "pat" (پت) significa montañas, y "sar" (سر) significa lago. Este nombre se le ha dado al lago debido al color blanco de la nieve en los picos circundantes. En verano, el agua del lago se refleja como un espejo. La palabra "sar" se usa en el nombre de cada lago en la zona, traduciéndose como "lago".

## Geografía
El agua del lago es de color azul verdoso y muy fría, a una altitud de 3800 metros (12 500 pies). Las montañas circundantes, con zonas de nieve en los umbrosos valles, promedian alrededor de 4800 metros (15 700 pies) de altitud. Su hábitat natural se encuentra en la ecorregión de arbustos y prados alpinos del Himalaya occidental.
El lago Lulusar, también en el parque, es la cabecera principal del río Kunhar. El parque nacional de Saiful Muluk, con el lago Saiful Muluk, se encuentra adyacente en la extensa región de Kaghan Valley de 150 kilómetros (93 millas) y juntos los parques protegen 88,000 hectáreas (220,000 acres).

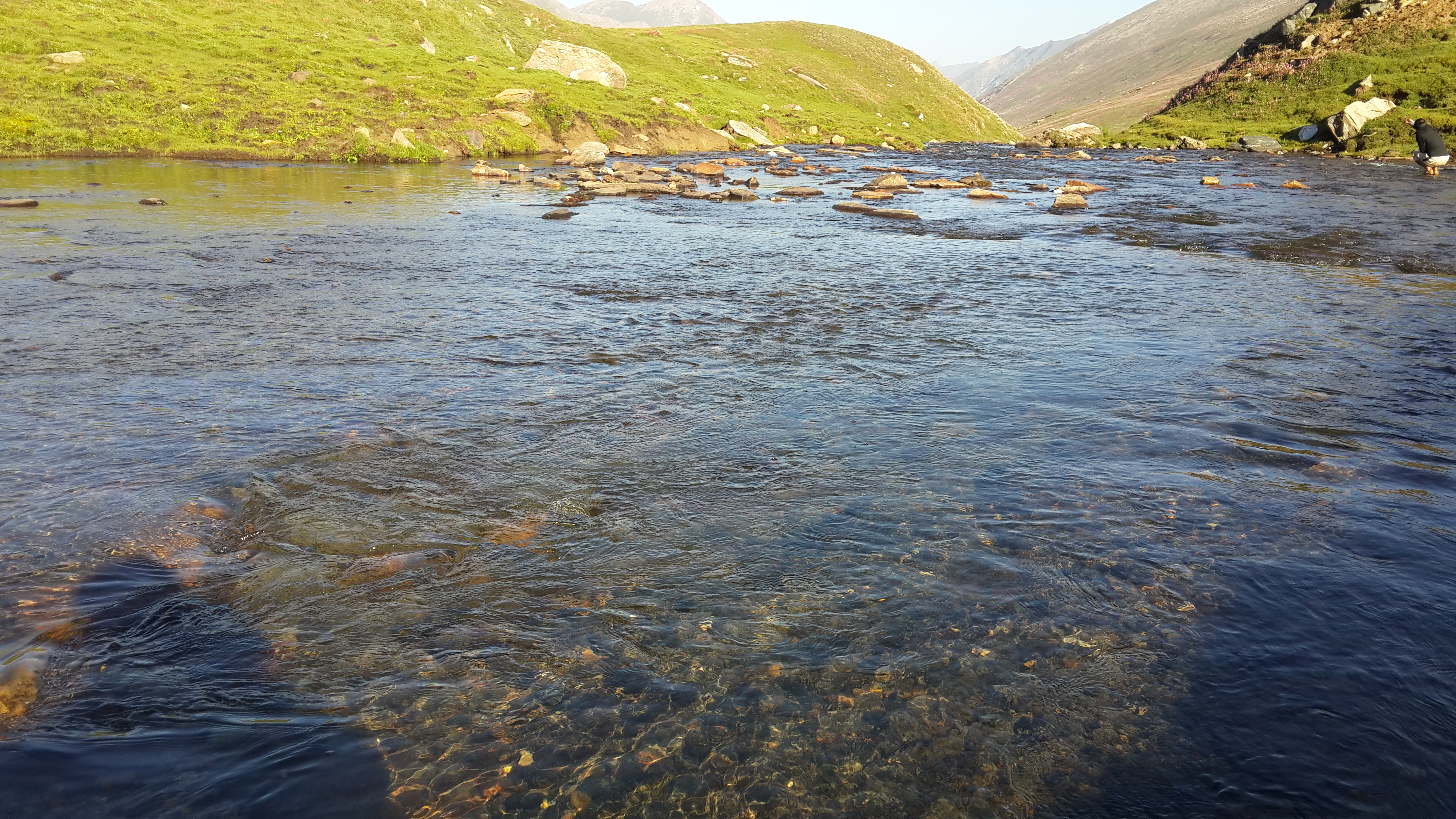
Salida del Dudipatsar

### Fauna y flora
El lago y sus hábitats de humedales tienen una importancia ecológica significativa para la fauna residente y las aves acuáticas migratorias. Parte de la fauna del parque incluye el leopardo de las nieves, el oso negro, la marmota, la comadreja, el lince, el leopardo,  el perdigallo himalayo y la perdiz nival.
El lago tuvo gran abundancia de truchas, pero la pesca ilegal con dinamita y redes acabó en una disminución aguda de la población de peces.

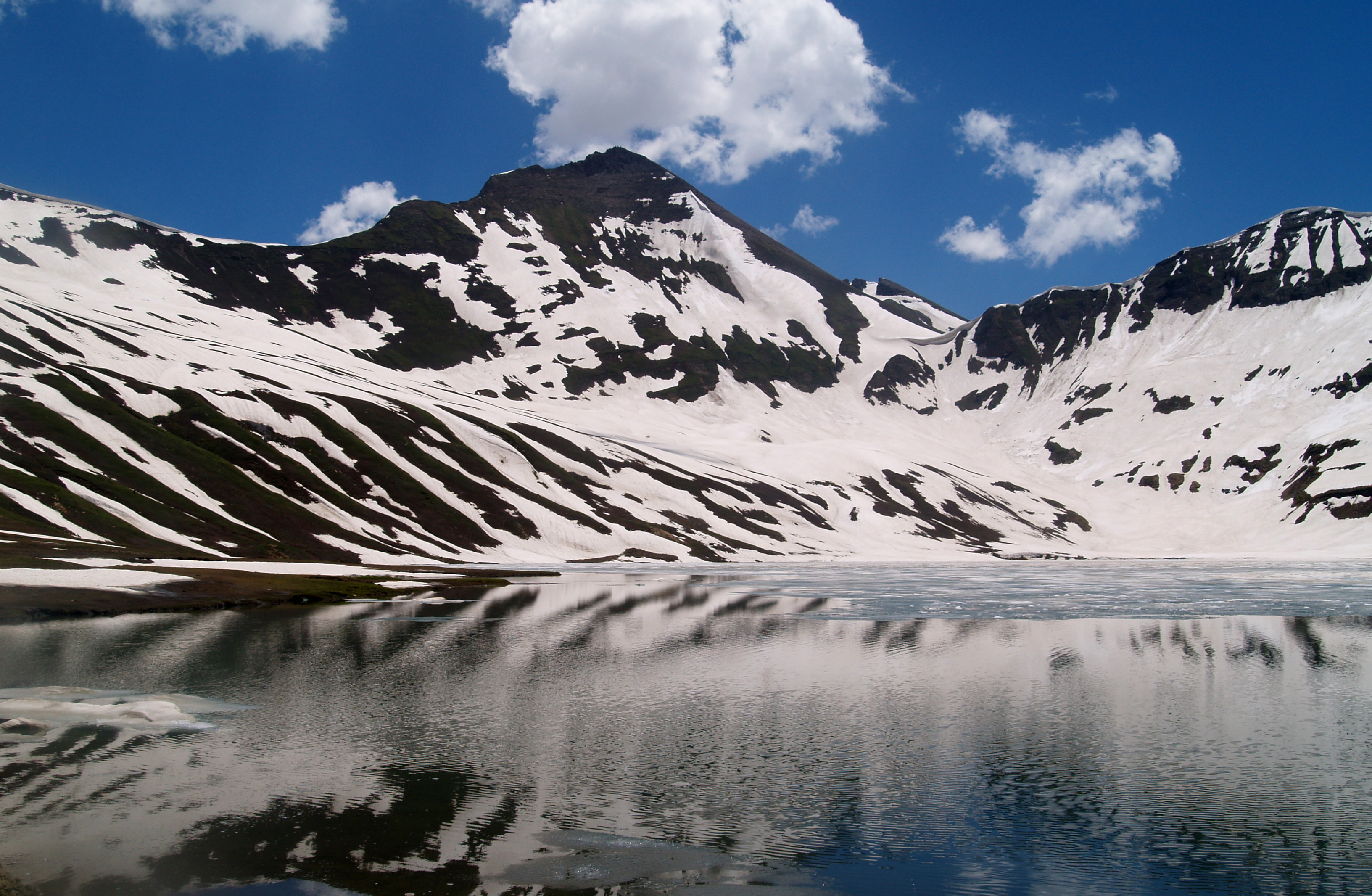
El lago Dudipatsar durante el invierno

## Acceso
El lago y el parque son accesibles durante cuatro meses al año desde junio hasta finales de septiembre. En el verano, cuando el reflejo del agua refleja el paisaje, los visitantes de diferentes regiones del país y del extranjero llegan hasta allí para disfrutar de las encantadoras vistas. El sendero hacia Dudipatsar se encuentra en Besal, que se encuentra a una hora en coche desde la ciudad de Naran. El camino es accesible en automóviles y motos. Desde Besal en adelante, los visitantes caminan por vastas praderas alpinas para llegar al lago Dudiptsar. Se aconseja no caminar cuando hay mucha nieve, ya que es un área propensa a avalanchas. El terremoto de 2005 en Cachemira en el norte de Pakistán hizo que el acceso fuera más difícil. Sin embargo, desde 2006, el gobierno de Pakistán ha tomado medidas para restablecer el turismo en el valle de Kaghan, incluida la reconstrucción y las nuevas instalaciones e infraestructuras turísticas.